# Дукач Семен
Семен Дукач — керівний директор Techstars в Бостоні. Також відомий як провідний бізнес-ангел, президента SMTP (компанія) (NASDAQ: SMTP) і колишнього професійного гравця в блекджек з команди MIT з гри в блекджек . Він грав в складі Strategic Investments, а пізніше був одним із засновників і керівників Amphibian Investments. Її здобутки відзначено в Банкрутстві Вегасу Бена Мезріча, також про них згадується в Ударі по казино Мезріча. Дукач став головним героєм в Банкрутстві Вегасу і єдиним з членів команди MIT з гри в блекджек, чиє справжнє ім'я згадується в будь-якій з книг.

## Ранній період життя
Дукач народився 25 жовтня 1968 року в Москві. В 1979 році у віці 11 років разом із сім'єю переїхав до США. В 1990 році отримав ступінь бакалавра в галузі комп'ютерних наук від Колумбійського університету в Нью-Йорку, в 1993 році — ступінь магістра в галузі комп'ютерних наук від MIT в Бостоні.
У молодому віці Семен виявляв інтерес до відеоігор, зокрема до Pac-Man. Завдячуючи книжці Кена Устона «Оволодіння PAC-MAN» Семен став досвідченим гравцем. Це надихнуло його прочитати інші видання Устона з тематикі блекджека, що дало розуміння основ підрахунку карт, перш ніж він розпочав грати в команді MIT з гри в блекджек .

## Кар'єра гравця в блекджек
Протягом навчання в MIT Дукач тренувався грати в команді MIT з гри в блекджек, чиї здобутки лягли в основу сюжету голівудського блокбастера 21.
Починаючи з 1992 року, Дукач був провідним гравцем в складі команди Strategic Investments (SI). Наприкінці 1993 року SI припинила свою діяльність, і протягом наступного року Семен залишався разом з позосталими гравцями з SI. До 1995 року Дукач і ще декілька гравців відокремилися і створили другу незалежну команду. Новоутворена команда називала себе Амфібіями, тоді як полишена — Рептиліями.
Від кінця 1990 років Дукач припиняє грати і обмежує участь в блекджеку.

## Ангельский інвестор
Xconomy називає Семена топовим ангельским інвестором у Новій Англії. Згідно з даними його сайту semyon.com [Архівовано 20 грудня 2008 у Wayback Machine.], він проінвестував більше 100 стартапів. Разом із коштами компанії отримують поради щодо маркетингу і розбудови команд. Інвестиції зокрема присутні в таких компаніях, як Amino, Arcbazar, Bellabeat, Bia Sport, Boatbound, Bolt, Buttercoin, Camiolog, Cangrade, Krash, CoachUp, Codeship, CoEverywhere, Crunchbutton, Dashbell, Donde Esta, Double Robotics, Enertiv, Faraday Bikes, Fashion Project, Freightfarms, ImageSurge, Jebbitt, HelmetHub, Mapkin, Meograph, OpenBay, Ovuline, Petcube, Physical Apps, Pintofeed, Plowme, Preply, Quanergy, Rallyware, Regalii, Simpleprints, Socrative, Splashscore, Sproutel, Strongarm, Terrafugia, Tindie, Trefis, Reactor Media, Viral Gains, Wanderu та Zagster.
У березні 2014 року Дукач обійняв посаду керівного директора Techstars, акселератора стартапів в Бостоні.

## Участь в інших проєктах
Він також брав участь у багатьох інших відомих проєктах поза грою в блекджек і кар'єрою інвестора-ангела:
- Автор роботи з віртуальної реальності в IBM Research в 1988 році[7]
- Автор створеного в 1992 році протоколу SNPP з електронної комерції: Simple Network Payment Protocol[8]
- В 1997 році заснував Fast Engines, яка в 2000 році була продана Adero[9]
- Співзасновник Vert в 1998 році
- Провідний інвестор і тимчасовий виконувач обов'язків генерального директора AccuRev в 2001 році[10]
- Президент SMTP (компанія)[en], провайдера послуг з доставки електронної пошти, чиї акції котируються на Nasdaq.
- Співзасновник PDFfiller
- Був генеральним директором і провідним ментором Cambridge Business Development Center[11]
- Голова ради директорів Terrafugia[en][12]
- Засновник премії Troublemaker Award за творчі порушення звичного плину повсякденного життя, що покращують світ. У 2012 році її отримав Зак Коплін, у 2013 році — Надія Толоконникова з Pussy Riot і в 2014 році — Mustang Wanted.
- Починаючи з березня 2014 року, директор TechStars в Бостоні.[1]

## Родина
Дукач — брат оперної співачки Інни Дукач, одруженої з Шоном Альтмані, колишнім фронтменом гурту Rockapella.